# ياغو سانتوس
ياغو هنريكه سرفينو دوس سانتوس أو اختصاراً ياغو، لاعب كرة قدم برازيلي.
لعب مع أتلتيكو مينييرو و أعاره إلى نادي القادسية السعودي في عام 2018 .

## روابط خارجية
- ياغو سانتوس على موقع قاعدة بيانات كرة القدم.إي يو (الإنجليزية)
- ياغو سانتوس على موقع Soccerway.com (الإنجليزية)